# Ignaz Lanz
Ignaz Lanz, mit Taufnamen Lorenz Lanz  (* 7. August 1714 in München; † 29. Juni 1764 in Niederaltaich), war ein Benediktiner und von 1751 bis 1764 Abt der Abtei Niederaltaich
Nach Absolvierung des Jesuitengymnasiums München legte Ignaz Lanz 1734 in Niederaltaich die Profess ab und nahm dabei den Ordensnamen des Ignatius von Loyola an. Anschließend studierte er an der Benediktineruniversität Salzburg Theologie und Rechtswissenschaften, bevor er 1739  die Priesterweihe empfing und in der Peterskirche zu München seine Primiz feierte. An der Theologischen Hauslehranstalt von Kloster Niederaltaich und am Lyzeum in Freising, dessen Präses er später wurde, unterrichtete er Theologie. Nach einer Tätigkeit als Prior und Novizenmeister wurde er, nachdem er bereits 1739 für dieses Amt kandidiert hatte, 1751 zum Abt von Niederaltaich erwählt und im darauffolgenden Jahr durch den Bamberger Fürstbischof Joseph Dominikus von Lamberg in sein Amt eingeführt.
Neben der Pflege von Wissenschaft und Musik wandte sich Ignaz Lanz der Bautätigkeit zu. Im Kloster ließ er mehrere Räumlichkeiten neu ausstatten. In Thundorf erbaute er die 1755 nach Blitzschlag abgebrannte Kirche neu sowie anschließend von 1759 bis 1767 die Wallfahrtskirche von Frauenau. Als sprechendes Wappenbild führte Ignaz Lanz eine Lanze – zugleich das Attribut des Kirchenpatrons von Niederaltaich, des Heiligen Mauritius – im Schrägbalken. Das Wappenbild wird in erweiterter Form seit 1982 von der Gemeinde Lalling geführt.